# Fabulosus
Fabulosus is een geslacht van neteldieren uit de  familie van de Candelabridae.

## Soort
- Fabulosus kurilensis Stepanjants, Sheiko & Napara, 1990